# عمير بيرتز
عمير بيرتس (بالعبرية: עמיר פרץ‏) (مواليد 9 مارس 1952، أبي الجعد) سياسي إسرائيلي، شغل منصب وزير الدفاع ونائب رئيس الوزراء بين 2006–2007، ويشغل منذ سنة 2013 منصب وزير حماية البيئة.

## طفولته
ولد عمير بيرتز بمدينة أبي الجعد بالمغرب. كان والده يقود الطائفة اليهودية في المدينة وكان يملك محطة بنزين. فنشأ وسط أسرة يهودية مغربية، يتحدث العربية واللهجة المغربية بطلاقة، بالإضافة إلى الفرنسية والعبرية. هاجرت عائلته إلى إسرائيل سنة 1956 لتستقر في سديروت التي واصل فيها تعليمه الثانوي. أدى الخدمة العسكرية في الجيش الإسرائيلي. جرح في حرب 1973 فدخل المستشفى لمدة سنة كاملة. قام باشتراء ضيعة في قرية نير أكيفا وقام بحصد الأزهار والخضروات التي قام بتصديرها.

## حياته السياسية
بدأ عمير بيرتز حياته السياسية محافظا لمدينة سديروت سنة 1983، نجح في الوصول إلى رئاسة مجلس بلدته سديروت، على رأي قائمة حزب المعراخ (أحد التسميات السابقة لحزب «العمل» الحالي)، ونجح لأول مرة في خلع حزبي الليكود والمفدال اليمينيين عن رئاسة هذه البلدة، التي كانت من أبرز بلدات الفقر في إسرائيل، وتسكنها أغلبية يهودية شرقية. ومن ثم وصل إلى منصب عضو في الكنيست سنة 1988.
شغل منصب وزير الدفاع الإسرائيلي عندما أعلنت إسرائيل الحرب على لبنان في تموز من العام 2006. وبعد حرب جنوب لبنان في سابقة هي الأولى في الصراع العربي الإسرائيلي أخفقت إسرائيل في حربها وأقرت بالهزيمة. شغل كذلك منصب قائد حزب العمال الإسرائيلي بين 9 نوفمبر 2005 و 12 جوان 2007 عندما خسر في انتخابات الحزب أمام ايهود باراك.

## صعوده
كان هذا المنصب رافعة لوصوله لأول إلى البرلمان الإسرائيلي (الكنيست)، في خريف العام 1988، وسطع اسمه على الصعيد القطري في مطلع سنوات التسعين، حين بادر إلى مسيرة الاحتجاج على تفشي البطالة من الجنوب إلى الشمال، وبطول عشرات الكيلومترات، ولكن هذا لم يسعفه كثيرا، وقد بقي في مقعده البرلماني ضمن قائمة حزب «العمل» بصعوبة، وبفضل حصول الحزب على 44 مقعدا، وكان بيرتس يحتل أحد المقاعد الأخيرة.
ولم يتوقف بيرتس هنا، بل قرر أن يغزو قيادة اتحاد النقابات العامة الهستدروت، الذي احتله حزب «العمل» منذ ظهوره، وحتى منتصف التسعينيات من القرن الماضي، وتحول عمليا إلى الساحة الخلفية للحزب، وتحولت كل مقرات الهستدروت إلى نواد للحزب. وكان الهستدروت مصدر قوة للحزب، كونه كان يسيطر على 30% من الاقتصاد الإسرائيلي، حتى مطلع سنوات التسعين، والغالبية الساحقة من العاملين في "الهستدروت، والمؤسسات والشركات الاقتصادية كانت خاضعة مرغمة لحزب «العمل».
ونافس بيرتس على رئاسة الهستدروت في داخل الحزب، حاييم هابرفيلد، الذي كان يرأس الهستدروت، وهو استمرارا للفئة التي سيطرت على مجريات الأمور في هذا الاتحاد النقابي، وقد خسر المنافسة.ولم يرض بيرتس بالنتيجة، وبشكل خاص الشخص الذي وقف من خلفه، الوزير في حينه، حاييم رامون، ولكن بيرتس لم يستطع الإقدام على خطوة «جريئة» بمفرده، وكان بحاجة إلى الأشكنازي رامون، الذي قاد انشقاقا في كتلة «العمل» في الهستدروت، وشكل قائمة منفصلة، استطاعت لأول مرة أن تخلع الحرس القديم في الهستدروت، في ربيع العام 1994.
وكان رامون زعيما لها الاتحاد فيما كان بيرتس الرجل الثاني في الهستدروت، وسرعان ما عاد رامون إلى حكومة شمعون بيرس، في أعقاب اغتيال رئيس الحكومة يتسحاق رابين في خريف العام 1995، ليحتل بيرتس منصب «السكرتير العام» للهستدروت، وهو التسمية السابقة لمنصب رئيس الهستدروت.
وأقدم رامون ومن بعده بيرتس، على جملة تغييرات في الهستدروت، الغارق بالديون، أفقدته قوته الاقتصادية، وبالتالي تراجع مكانته النقابية. في الانتخابات البرلمانية في العام 1996، خاض بيرتس الانتخابات كرئيس قائمة مستقلة، ولكن ضمن قائمة حزب «العمل»، وفي العام 1999 خاض الانتخابات بقائمة مستقلة حصلت على مقعدين، وفي العام 2003 لم تنجح قائمته في الحصول على أكثر من ثلاثة مقاعد، وقبل أن تنتهي الولاية البرلمانية، عاد بيرتس على رأس قائمته، إلى الحزب «الأم»، (العمل) بمبادرة شمعون بيرس، رئيس الحزب في حينه.
إلا أن شمعون بيرس لمن يكن يتخيل أن هذه الخطوة التي عارضها كثيرون في حزب «العمل»، ستكون بداية نهايته في رئاسة الحزب، وفي الانتخابات الداخلية لرئاسة الحزب التي جرت في خريف العام 2005، تغلب عمير بيرتس بشكل مفاجئ على شمعون بيرس، وكان هذا بمثابة فتح الأبواب أمام بيرس ليهجر حزبا كان في قيادته بمستويات مختلفة على مدى خمسين عاما.

### مرحلته الأخيرة
منذ الأيام الأولى لتوليه مهامه في الوزارة ظهر بيرتس أسيرا للجهاز العسكري، ويفعل فعله، فهو لم يوقف القصف المتواصل على قطاع غزة، وفي نهاية شهر يونيو 2006 شن حربا واسعة النطاق على قطاع غزة، بحجة أسر جندي احتلال، لم يتم إطلاق سراحه حتى اليوم، وبعد ثلاثة أسابيع شن حربا مدمرة على لبنان، أيضا بحجة أسر جنديين.
يعتبر عمير بيرتس يبقى تجربة فريدة من نوعها في الحلبة السياسية الإسرائيلية، فهذا الشاب اليهودي الشرقي، ابن عائلة محدودة الإمكانيات، وابن أحياء الفقر الإسرائيلية، وعانى مع بيئته الشرقية من تمييز الأشكناز ضدهم، يظهر فجأة على الحلبة السياسية ويحطم رموزاً أشكنازية في السلطة الإسرائيلية، وخاصة عجوز السياسة الإسرائيلية، شمعون بيرس. في شهادته أمام لجنة فحص مجريات الحرب على لبنان، «لجنة فينوغراد»، فاجأ رئيس الحكومة الإسرائيلية، إيهود أولمرت، مستمعيه، ومن ثم الأوساط الإسرائيلية بعد نشر شهادته، حين تحدث بحرارة شديدة عن وزير الدفاع في حكومة، عمير بيرتس، نظرا لبرودة العلاقات بينهما. استطاع عمير بيرتس أن يخط طريقه في حزب اشكنازي، وضع أسس سياسية التمييز ضد اليهود الشرقيين، وأن يصبح لاحقا زعيما لهذا الحزب. قدم بيرتس استقالته من منصب وزير الدفاع على اثر تقديم لجنة فينوغراد تقريرها الأولي عن اخفاقات الجيش الإسرائيلي في لبنان.

## روابط خارجية
- عمير بيرتز على موقع مونزينجر (الألمانية)